# Francières (Somme)
Francières é uma comuna francesa na região administrativa de Altos da França, no departamento de Somme. Estende-se por uma área de 5,81 km². Em 2010 a comuna tinha 196 habitantes (densidade: 33,7 hab./km²).